# Japanse arbeidersbeweging

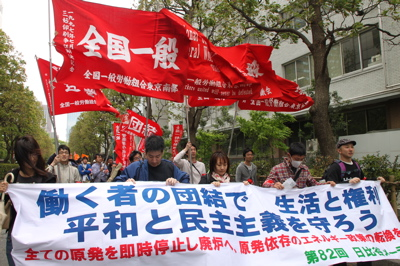
Demonstratie in 2011

De geschiedenis van de Japanse arbeidersbeweging start in de tweede helft van de 19e eeuw toen de Japanse economie in een stroomversnelling terechtkwam en er grote bedrijven met veel werknemers ontstonden. Van sociale wetgeving was er nauwelijks sprake, de arbeidsomstandigheden waren dan ook bitterslecht. Het voordeel van de ontstane arbeidersklasse was dat ze met vele samenwerkten. De arbeiders konden zich verenigingen en verzetten tegen de uitbuiting van de bazen. Doch was dit een zeer moeizaam proces waar tot aan de Tweede Wereldoorlog zich geen enorme verbetering voordoet. Grote veranderingen gebeuren tijdens de Amerikaanse bezetting. Maar wegens de angst voor het communisme werden deze toch wel afgezwakt. De arbeidsomstandigheden gingen er wel op vooruit, toch moet men wel zeggen dat de arbeidersverenigingen uiteindelijk juridisch gezien even sterk, of misschien wel sterker staan dan hun westerse tegenhangers, maar de facto nooit dezelfde invloed hadden.

## Eersteindustriële revolutie

### De publieke opinie wordt zich bewust van de sociale problematiek
De meest schrijnende omstandigheden deden zich voor in de mijnbouw, de werving gebeurde via tussenpersonen (koppelbazen) die met de arbeiders konden doen wat ze wilden, wegens een gebrek aan sociale wetgeving. Vaak hadden ze gezinnen in dienst waarvan jong en oud werkten en woonden in mensonwaardige omstandigheden. Matsuoka Kouichi (松岡好一) bracht deze wandaden aan het licht bij de sociale opinie. Hij werkte undercover in de mijn van Takeshima, een mijn die tijdens de Meiji-periode werd geprivatiseerd. Hij publiceerde zijn bevindingen in 1888 in het tijdschrift Nihonjin, wat heel wat commotie veroorzaakte. Onder invloed van de regering werd hier verandering (weliswaar in beperkte mate) in gebracht. De uitbaters van de mijnen namen het ook niet te nauw met het milieu. Met vele gevolgen voor de bevolking. Het vergiftigingsschandaal in 1892 van de kopermijn van Ashio (足尾) illustreert dit.
In 1890 werd er in verschillende kranten de problematiek bekendgemaakt onder het grote publiek. Onder andere in de liberale krant Kokumin no tomo (de vriend van de natie) en de christelijke krant Rikugo zasshi (het tijdschrift van het universum). Een van de eerste artikels hierover was "de voices of the workers" dat verscheen op 23 september 1890 in Kokumin no tomo. Het artikel handelt voornamelijk over de voordelen van arbeidersbewegingen.

### Vroege arbeidersorganisaties
Toch was het niet overal even erg als in de mijnbouw, hier en daar waren er nog overblijfselen van de gilden uit de Tokugawa-periode, die min of meer een beperkt sociaal vangnet boden. er ontstonden in de jaren 80 ook organisaties die de belangen van de arbeiders verdedigden, hoewel het nog geen vakbonden waren. Een van deze was de in 1882 opgerichte Bond van de riksja (車会党, shakaitou), deze beschermde de riksja-trekkers tegen de geïmporteerde paardentram. In 1882 werd De Sociale partij van het oosten (東洋社会党, Touyou shakaitou) gesticht. Maar deze kon niet op tegen de asociale regering en werd al snel verboden. Tien jaar later werd De partij voor Vrijheid van het Oosten (東洋自由党,tōyō jiyû-tō) opgericht, zij streefden voor algemeen stemrecht. Sprake van stakingsrecht was er destijds niet, toch verenigde de textielarbeiders in koufu zich en legde het werk neer in 1886. Zij eisten voor betere werkomstandigheden. In 1890 werd in de VS door Japanse textielarbeiders de coöperatieve van textielarbeiders in het leven geroepen. Na de Eerste Chinees-Japanse Oorlog zetten zij het werk voort in Japan.
De eerste echte vakbond in Japan was de Bond van Metaalarbeiders (鉄工組合, Tekkō kumiai). Deze werd 1897 in het leven geroepen door het Comité tot Oprichting van Arbeidersbonden (労働組合期成会, Rōdō kumiai kisei-kai), een organisatie die streefde naar de oprichting van vakverenigingen in alle sectoren. In 1898 werd de staking van de machinisten van de Japanse Spoorwegen (Nihon tetsudou kyouseikai) een succes vanwege de steun van De Bond van Metaalarbeiders. Dit bewijst de toch al aanzienlijke macht van de arbeidersverenigingen. Ondanks dat de Partij voor Vrijheid van het Oosten niet bepaald succesvol was in hun steven naar algemeen stemrecht, werd in 1899 de Liga voor de Invoering van het Algemeen Stemrecht (普通選挙規制同盟会, Futsuû senkyo kisei dōmei-kai) opgericht. Dit ook zonder succes.

### Overheidsrepressie
In 1900 dwarsboomde de regering de belangengroepen. De beruchte wet op de publieke orde en politiecontrole (治安警察法, Chian keisatsu hō) van Itō Hirobumi was hiervan de oorzaak. Ito hirobumi maakte al faam met de grondwet van 1889, waar hij de inspiratie haalde bij de 'ijzeren kanselier' Otto von Bismarck. Artikel 17 richtte zich vooral op de vakbonden, het kon geïnterpreteerd worden als een verbod op stakingen en vakbonden. Het Comité ter Oprichting van Arbeidersbonden ging door deze wetswijziging te gronde.
Dat er niet meer repressie was aan de kant van de arbeiders is op het eerste zich verwonderend, toch hielden vele factoren hun tegen. Tot aan de Eerste Wereldoorlog was er voornamelijk lichte industrie, zoals de textielindustrie. De arbeiders werden vooral gerekruteerd onder arme meisjes op het platteland. Zij keerden na een paar jaar terug om te trouwen en op het platteland te wonen. Een andere grote groep waren de seizoensarbeiders , in periodes dat er niet op het land gewerkt werd gingen zij naar de fabrieken. Diegene die wel socialistisch geïnspireerd waren, werden dat meestal door zich te spiegelen met Europa, waar de werkomstandigheden beter waren. De rest had weinig interesse, op het platteland was 14 uur per dag werken nu eenmaal eerder regel dan uitzondering.
Bij de kleine groep gekwalificeerde arbeiders was de interesses groter, toch mede door een gebrek aan eigenbelang konden de meesten zich niet identificeren met de stakingsgebeuren en haakten af.

### Ontstaan van socialistische partijen
Hoewel het socialisme al van vroeg in de Meiji-periode gekend was duurde het toch nog hele tijd voor het echt doorbrak. De oprichting van het genootschap voor de studie van het socialisme in 1898 was als het ware de geboorte van het socialisme in Japan. Het was geen sociale organisatie maar een groep christelijk geïnspireerde geesten die de al dan niet toepasbaarheid van het socialisme bestudeerden. Er waren zowel voor als tegenstanders van het socialisme, ze wilden verijdelen dat het vroeg-19e-eeuwse Londen, Birmingham en Leeds zouden herboren in een 20e-eeuwse Tokio, Osaka en Nagoya. Het beste vielen de leden te omschrijven als sociale architecten.
Na de wet op de sociale orde doken de grondleggers van verboden vakbeweging (die daarvoor al weinig 'op het veld' te zien waren), in de bibliotheken. Enkele daarvan besloten, door de studie van het westerse socialisme dat ze zich moesten begeven op het politieke terrein. In 1901 werd dan ook de eerste socialistische partij, de Sociaaldemocratische Partij (社会民主党, Shakai minshu-tō) gesticht. Maar de regering stak daar een stokje voor en haalde de kranten waarin hun manifest was gepubliceerd uit de rekken en de partij werd de dag na de registratie verboden. De Sociaaldemocratische Partij wilde vooral op een politieke manier weerstand bieden tegen de overheid, wat deze met alle mogelijke middelen wilde vermijden. Het was niet zozeer het politieke aspect dat gevreesd werd maar de sociale onrust die het teweeg zou kunnen brengen. Deze actie speelde de socialisten in de kaarten maar aan de andere kant kwam de beweging wel in een stigma terecht van radicalisme.
Uiteindelijk doofde de Meiji-arbeidersbeweging uit door factoren die rechtstreeks te maken hebben met eigenschappen van de Japanse samenleving en het stadium van industriële ontwikkelingen: de negatieve reacties van de arbeiders, werkgevers en overheid, financiële problemen en het ontbreken van bekwaam leiderschap. De basis van de arbeidsbeweging werd gevormd door enkele radicale intellectuelen, hun achterban was bijna verwaarloosbaar.

## Tweede industriële revolutie
Tijdens de eerste industriële revolutie wordt er zeer weinig vooruitgang gemaakt op gebied van sociale wetgeving, Ook tijdens de tweede industriële revolutie blijven grote hervormingen uit. Dit door de opkomst van de zaibatsu en de wet op de sociale orde. De structurele problemen die de arbeidsbeweging had tijdens de Meiji-periode worden in de Taishō-periode grotendeels opgelost, het volk krijgt dan ook meer interesse in repressie tegen de overheid en de bedrijven. Tijdens de Taishō-periode volgt er een sterke stijging van de activiteit in sociale groeperingen zoals de Yûaikai, Na de Eerste Wereldoorlog onder de tendensen van liberalisme en democratie kwam de groei van de arbeidersbewegingen in een stroomversnelling.

### Japanse Socialistische Partij
In 1906 werd er een nieuwe, socialistische partij gesticht, De Japanse Socialistische Partij (日本社会党,Nihon shakai-tō). Het was een fusie van twee groeperingen, de sociaal-christelijke kirisutokyō-ha (キリスト教派) en de yuibutsuron-ha (唯物論派). Deze publiceerde o.a. de tijdschriften Shinkigen (新紀元, Het nieuwe tijdperk) en Hikari(光, Het licht). Dit was de eerste wettelijk erkende socialistische partij in Japan. Om te blijven bestaan kon ze enkel de wettelijk toegelaten middelen gebruiken. Maar later riep kōtoku, onder invloed van anarchistische denkers, op tot actie, dit leidde tot een breuk met de parlementaire factie, de partij werd in 1907 opgedoekt.

### Sociale wetgeving voor fabrieken
De sociale bewegingen probeerden het officiële pad te volgen. Zij werkten een voorstel uit voor een sociale wetgeving voor fabrieken. Maar door de grote invloeden van de bedrijven raakt dit voorstel niet door het parlement. Men kwam tot een compromis in 1911, het duurde nog wel vijf jaar vooraleer deze wet (工場法,kōjōhō) in werking trad. De wet zou de gezondheid van de werkgevers moeten beschermen. Toch kwam het belang van het bedrijf op de eerste plaats. Deze wet was pas van toepassing in bedrijven met meer dan 15 personeel lieden.

### Yûaikai
In 1912 stichtte de christelijke activist Suzuki Bunji samen met vijftien medewerkers de Yuaikai (友愛会). Japans eerste nationale vakbond. Yûaikai pleitte voor sociale hervormingen en gematigd syndicalisme. Er werd niet aangemoedigd tot staken maar tot meer assertiviteit bij de arbeiders, Suzuki Bunji duidde dit aan met het begrip zelf-revolutie. Dit was de start van de vreedzame heropleving van de vakbonden in de Taishō-periode. De beweging groeide explosief, een paar jaar na de oprichting telde ze meer dan 18000 leden.

### Vakbonden tijdens het Taishō-liberalisme
Een belangrijk moment in de groei van de sociale bewegingen deed zich voor in de zomer van 1918, toen de nationale rijstrellen uitbraken. De aanleiding van de rellen was het protest van vrouwen in de prefectuur Toyama tegen het uitvoeren van de rijst toen de lokale consumenten de prijs Van de rijst niet meer konden betalen. De rellen verspreidden zich razendsnel over het hele land met uitzondering van enkele prefecturen. Deze onrust had niet alleen gevolgen voor de overheid maar waren ook traumatisch voor mensen van zowat elke sociale status. In het kielzog van deze opstanden ontstonden of heropstartten een grote variëteit aan sociale bewegingen, vakbonden, bewegingen voor de rechten van de vrouw; ultranationalistische bewegingen enz.

### Emancipatie van de vrouw
De mannen hadden in het vroege 20e-eeuwse Japan weinig rechten, maar de vrouwen hadden er nog minder. Vanuit de socialistische beweging kwam Fukuda Hideko, zij streefde naar een emancipatie van de vrouw. Zij overhandigde het parlement in 1907 een petitie voor de rechten van de vrouw. Hiratsuka Raichō wilde met het tijdschrift Seitou werken aan een mentaliteitswijziging.

### Socialistenvervolging
Bij de vrijlating van een socialist in 1908 werden er speeches gehouden van op het dak en gezwaaid met een rode vlag waarop stond, anarchistisch-communisme. Hierdoor werden Sakai Toshihiko en Ōsugi Sakae gearresteerd. Dit incident staat bekend onder het Rode-vlag-incident. Toen Kastura Saionji opvolgende verstrakte hij het beleid, wat het averechtse effect had.
In mei 1910 werden honderden socialisten aangehouden onder het mom van een complot om de keizer te vermoorden, het Hoogverraad-incident. 12 daarvan, waaronder Shusui Kotoku, werden bij gesloten deuren berecht en ter dood veroordeeld. Door deze repressie werd duidelijk dat kritiek op de regering, of socialisme op zich met alle mogelijkheden de kop werd ingedrukt. Bij de socialistische beweging bleef het dan ook een tijd stil.

## Na de Eerste Wereldoorlog

### Sociale beweging onder vuur
Aan de ene kant probeerde de regering de socialistische beweging te onderdrukken door middel van de wet op de openbare orde, aan de andere kant zaaide ze verdeling in de beweging. Er werden wetten voorgesteld die er nooit kwamen of wetten die nauwelijks invloed hadden.

### Strijd tegen het communisme
De socialistische bewegingen werden sterk in het ook gehouden, de communistische partij werd verboden en leden werden vervolgd. Het San ichigo jiken en Yon Ichiroku Jiken-incident is daar het voorbeeld van. Op basis van de wet op de openbare orde werden communisten gearresteerd of zelfs geliquideerd.

### Radicalisering van de arbeidersbeweging
Na de Eerste Wereldoorlog belandde Japan in een crisis, het beleid van het kabinet Hamaguchi richt zich volledig op de economische vooruitgang. Een sociaal beleid had allesbehalve prioriteit. Het overaanbod van arbeidskrachten leidde tot werkloosheid en lage lonen. Er braken sociale conflicten uit, maar door de repressie van de regering kregen zij niet de kans te escaleren. Er werd streng opgetreden tegen de arbeiderspartijen en de vakbonden. Bovendien was de arbeidsbeweging te zeer verdeeld om grote veranderingen teweeg te brengen.

## Na de Tweede Wereldoorlog: de Amerikaanse bezetting

### Verenigingsrecht van de arbeiders
Tijdens de Amerikaanse bezetting kregen de arbeidsbewegingen een juridische basis, voornamelijk door de invloed van het G.H.Q. (General Headquarters, 連合国軍総司令部, rengōkokugun sō shireibu) werd de overheid gedwongen garanties te geven aan de arbeidersbeweging. Dit gebeurde in drie wetten die schoorvoetend werden goedgekeurd. Deze waren:
- 労働組合法-Rōdō Kumiai hō (december 1945) garanties voor het verenigingsrecht en het bespreken van groepseisen in onderhandelingen.
- 労働関係調整法-Rōdō Kankei Chōsei hō (september 1946) mechanismen voor het regelen van arbeidsdisputen, bv. via comités.
- 労働基準法-Rōdō Kijun hō (april 1947) verzekering van het recht op arbeid en bestaanszekerheid.

Dit gaf een enorme stimulans aan het vakbondsgebeuren.

### Inperking van de rechten
Deze van verworven vrijheden werd veelvoudig gebruikgemaakt, ook ontstond er een harde kern van communisten. Mede daardoor en de tijdgeest, angst voor het communisme, werden deze vrijheden ingeperkt. Wat dan weer een consolidatie om te links gekleurde gedachten de kop in te drukken. Dit gebeurde voornamelijk tijdens de Red Purge.

### Verdere ontwikkeling van de arbeidersbewegingen
Dat de arbeiders vele vrijheden verworven hadden wil nog niet zeggen ze het beter hadden. Aan de ene kant gaf het G.H.Q. de arbeiders rechten, maar aan de andere kant werden er zware maatregelen in het leven geroepen om de economie nieuw leven in te blazen. Er was vele werkloosheid, en degenen die werkten konden de door de enorme inflatie, wegens grote tekorten, ouwelijk rondkomen. Als snel volgden acties, onder andere de productiecontrole.
In augustus 1946 ontstonden twee nationale vakbonden, de Zennihon Sangyōbetsu Rōdō Kumiai (全日本産業別労働組合) of San Betsu (産別), en de Nihon Rōdō Kumiai Sōdōmei (日本労働組合総同盟)of Sōdōmei (総同盟). Het succes van deze vakbonden was aanzienlijk, 6.600.000 arbeiders waren lid. Op 1 februari plande deze een algemene staking die het aftreden van Yoshida eisten. Door de tussenkomst van MacArthur ging dit niet door. De Amerikanen hadden gekozen meer rechten voor de arbeiders, maar dit mocht niet ten koste gaan van de economie.